# Meland
Gmina Meland (norw. Meland kommune) – norweska gmina leżąca w regionie Hordaland. Jej siedzibą jest miasto Frekhaug.
Meland jest 392. norweską gminą pod względem powierzchni.

## Demografia
Według danych z roku 2005 gminę zamieszkuje 5861 osób. Gęstość zaludnienia wynosi 64,2 os./km². Pod względem zaludnienia Meland zajmuje 171. miejsce wśród norweskich gmin.
| ludność stan na 1 stycznia 2005 |         |           |       |
|                                 | kobiety | mężczyźni | razem |
| osób                            | 2917    | 2944      | 5861  |
| %                               | 49,77%  | 50,23%    | 100%  |

| wykształcenie stan na 1 października 2004 |        |         |        |        |
|                                           | podst. | średnie | wyższe | niezn. |
| osób                                      | 781    | 2673    | 827    | 56     |
| %                                         | 18,01% | 61,63%  | 19,07% | 1,29%  |

## Edukacja
Według danych z 1 października 2004:
- liczba szkół podstawowych (norw. grunnskolar): 6
- liczba uczniów szkół podst.: 985

## Władze gminy
Według danych na rok 2011 administratorem gminy (norw. rådmann) jest Helge Thoresen, natomiast burmistrzem (norw. ordfører, d. borgermester) jest Nils Marton Aadland.